# VHDL
VHDL er en forkortelse for Very high speed integrated circuit Hardware Description Language (hardwarebeskrivelsessprog for meget hurtige integrerede kredsløb).
VHDL er et sprog, der anvendes til beskrivelse af et digitalt systems funktionalitet. I praksis er sproget meget anvendt ved design af systemer, der gør brug af modificerbare integrerede kredsløb af typerne ASIC (programmerbar ved fabrikation) og FPGA (programmerbar ved hver opstart), idet producenterne af disse kredsløb ofte medleverer udviklingsværktøjer, der er baseret på VHDL.
VHDL er en officiel IEEE standard (IEEE standard nummer 1076), som blev udgivet første gang i 1987 (benævnes VHDL'87, men ofte menes denne revision når blot VHDL anvendes) og opdateret i 1993 (benævnes VHDL'93).
VHDL er specielt udviklet til, udover at kunne repræsentere den booleske algebra, der er kernen i digitale systemer, at kunne beskrive den digitale hardwares parallelitet, og giver samtidig mulighed for at beskrive sekventialitet.
VHDL baserede værktøjer giver ofte mulighed for at kunne simulere funktionaliteten i det programmerede system, før det overføres til det egentlige fysiske system.
VHDL forveksles ofte med Verilog HDL (benævnes ofte blot Verilog), som er et oprindeligt proprietært (men nu åbent) sprog, der minder mere om det meget udbredte programmeringssprog C.